# Мак-Интош (город, Миннесота)
Мак-Интош (англ. McIntosh) — город в округе Полк, штат Миннесота, США. На площади 2,6 км² (2,6 км² — суша, водоёмов нет), согласно переписи 2002 года, проживают 638 человек. Плотность населения составляет 247,9 чел./км².
- Телефонный код города — 218
- Почтовый индекс — 56556
- FIPS-код города — 27-39050[1]
- GNIS-идентификатор — 0647687[2]